# Río Kitói
El río Kitói (del ruso: Китой) es un río de Rusia que discurre por el óblast de Irkutsk y la república de Buriatia, en Siberia oriental. Es un afluente del Angará por la izquierda, por lo que es un subafluente del Yeniséi.

## Geografía
El Kitói tiene una longitud de 316 km. Su cuenca hidrográfica tiene una superficie de 9.190 km² y su caudal medio asciende a 118 m³/s.
El río nace de la unión de dos torrentes constituyentes el Samarta y el Urda-Ulyta, en la vertiente septentrional de los montes Sayanes orientales. Discurre globalmente en dirección del nordeste, y desemboca en el Angará a la altura de la gran ciudad de Angarsk.
Con la excepción de esta ciudad, no pasa por ninguna localidad de relevancia.
El Kitói permanece bajo los hielos desde noviembre a finales del mes de abril.

## Afluentes
- el Toisuk (orilla derecha)

## Hidrometría - Caudal mensual en Kitói

Climograma de Irkutsk.

El caudal del Kitói ha sido observado durante 40 años (1947-1990) en Kitói, localidad situada a 12 km de su desembocadura en el Angará.
El caudal interanual medio observado en la estación de Kitói en este periodo fue de 118 m³/s para una superficie de drenaje de 8.420 km², lo que representa un 92 % de la totalidad de la cuenca del río. La lámina de agua vertida en esta cuenca alcanzó los 444 mm por año, que debe ser considerada como bastante elevada, pero correspondiente a los valores de otros ríos de la región.
Río alimentado sobre todo por las lluvias de verano, el Kitói es un río de régimen pluvial.
Las crecidas se desarrollan en verano, de junio a septiembre, con una cima en julio-agosto, correspondiente al máximo pluviométrico de la región (ver climograma de Irkutsk). En septiembre, el caudal comienza a bajar, y este descenso se acentúa en octubre y noviembre, dando inicio al periodo de estiaje, que tiene lugar desde noviembre-diciembre hasta marzo-abril, y corresponde a las heladas intensas que se abaten sobre toda Siberia.
El caudal medio mensual observado en marzo (mínimo de estiaje) fue de 25 m³/s, lo que representa más de un 8 % del caudal medio del mes de julio, máximo del año (298 m³/s), lo que subraya una amplitud de las variaciones estacionales bastante moderada, al menos en el contexto siberiano.
Estas diferencias pueden ser más importantes a lo largo de los años: así, en los 40 años del estudio, el caudal mensual mínimo ha sido 14.7 m³/s en febrero de 1957, mientras que el caudal mensual máximo fue de 581 m³/s en julio de 1952.
En lo que concierne al periodo libre de hielos (de junio a octubre incluido), el caudal mensual mínimo observado fue de 61.8 m³/s en octubre de 1958.
Caudal mensual del Kitói (en m³/s) medidos en la estación hidrométrica de Kitói
Datos calculados en 40 años